# دبليو. إس. ماكورماك
دبليو. إس. ماكورماك هو سياسي أمريكي، ولد في 10 نوفمبر 1863 في شيكاغو في الولايات المتحدة، وتوفي في 5 سبتمبر 1946. نشط حزبياً في الحزب الجمهوري. وقد انتخب عضو مجلس نواب مونتانا ‏.